# Sticherus compactus
Sticherus compactus är en ormbunkeart som först beskrevs av Christ, och fick sitt nu gällande namn av Takenoshin Nakai. Sticherus compactus ingår i släktet Sticherus och familjen Gleicheniaceae. Inga underarter finns listade.